# Coraline Vitalis
Coraline Vitalis (Le Gosier, 9 de maio de 1995) é uma esgrimista francesa.

## Carreira
Coraline Vitalis começou a esgrima em Guadalupe, no clube Chevalier de St-Georges du Gosier, aos 8 anos. Ela é membro do Levallois Sporting Club. Em 2011, a jovem guadalupe conquistou a medalha de bronze no Campeonato Europeu de Cadetes em Klagenfurt, na Áustria. Em 2012, aos 17 anos, ingressou no centro sénior francês do INSEP em Paris. Estudou na Sciences Po Paris de 2015 a 2021 no âmbito do Certificado para Atletas de Alto Nível (CSHN).
Nos Jogos Olímpicos de Verão de 2024, em Paris, conquistou a medalha de prata na disputa de espada por equipes ao lado de Marie-Florence Candassamy, Alexandra Louis-Marie e Auriane Mallo.